# Yidiny
Le yidiny est une langue aborigène de la famille pama-nyungan, parlée dans les forêts tropicales du Nord-Est du Queensland, en Australie.
En 2016, 22 personnes déclarent parler le yidiny à la maison.

## Dialectes
Le yidiny comptait plus de dialectes que les quatre pour lesquels nous avons des données. Les dialectes connus sont le yidiny côtier, le malanbarra, le gunggay et le wanyurr.

## Phonologie
Les tableaux présentent la phonologie du yidiny.

### Voyelles
|        | antérieure | postérieure |
| ------ | ---------- | ----------- |
| fermée | i [i]      | u [u]       |
| basse  | a [a]      | a [a]       |

### Consonnes
|              |              | Bilabiales | Alvéol. | Rétrofl. | Dorsales | Dorsales |
| ------------ | ------------ | ---------- | ------- | -------- | -------- | -------- |
| Palatales    | Vélaires     | Bilabiales | Alvéol. | Rétrofl. |          |          |
| Occlusives   | Occlusives   | b [b]      | d [d]   |          |          | g [k]    |
| Affriquée    | Affriquée    |            |         |          | j [ɟ]    |          |
| Nasale       | Nasale       | m [m]      | n [n]   |          | ny [ɲ]   | ng [ŋ]   |
| liquide      | liquide      |            | l [l]   |          |          |          |
| roulée       | roulée       |            | rr [r]  | r [ɽ]    |          |          |
| Semi-voyelle | Semi-voyelle | w [w]      |         |          | y [j]    |          |

## Sources
- (en), Dixon, The Origins of Mother-in-Law Vocabulary dans Two Australian Languages, Anthropological Linguistics, 32:1-2, pp. 1-56, 1990.